# Pronephrium bulusanicum
Pronephrium bulusanicum är en kärrbräkenväxtart som först beskrevs av Holtt., och fick sitt nu gällande namn av Holtt. Pronephrium bulusanicum ingår i släktet Pronephrium och familjen Thelypteridaceae. Inga underarter finns listade.